# Kinyongia matschiei
Kinyongia matschiei là một loài thằn lằn trong họ Chamaeleonidae. Loài này được Werner mô tả khoa học đầu tiên năm 1895.